# 1996年僱傭權利法令
《1996年僱傭權利法令》（英語：Employment Rights Act 1996）是英国於保守党執政期間通過的涉及勞資關係的一項國會法令。1997年後，英國工党政府執政期間对其作出了修訂。